# ダニー・リトルベア
"チーフ" ダニー・リトルベア（"Chief" Danny Little Bear、本名：Archie Daniel Underwood、1925年9月13日 - 1991年5月12日）は、アメリカ合衆国のプロレスラー。ケンタッキー州ホジェンビル出身。
ワフー・マクダニエルやチーフ・ジェイ・ストロンボーに先駆けるインディアン・ギミックのベビーフェイスとして、カンザスおよびミズーリを拠点とする中西部のNWAセントラル・ステーツ地区を主戦場に活躍した。

## 来歴
1954年にデビューした後、ミネソタ、フロリダ、テネシーなど各地を転戦。テネシーでは1964年10月28日、マック・ヨークと組んでミッドアメリカ版のNWA南部タッグ王座を獲得。トージョー・ヤマモト、ミツ・ヒライ、トーア・カマタとも対戦した。1967年2月3日にはミッドサウス地区にて、当時ガルフ・コースト・チャンピオンシップ・レスリングが認定していたNWAルイジアナ・ヘビー級王座を奪取している。
1969年6月、清美川梅之のブッキングで国際プロレスの『ダイナマイト・シリーズ』に来日。最終戦の6月27日に足利にてジャン・ウィルキンスと組み、サンダー杉山&ラッシャー木村が保持していたTWWA世界タッグ王座に挑戦した。
その後はセントラル・ステーツ地区に定着して、日本遠征から帰国直後の1969年6月30日、ルーク・ブラウンと組んでKO・コックス&ディック・マードックからNWA北米タッグ王座を奪取。以降も9月18日にスタン・プラスキーと組んでターザン・タイラー&グレート小鹿、11月7日にはザ・バイキング（ボブ・モーゼ）と組んでブラウン&ジ・オックスを破り、同年中に北米タッグ王座を3回獲得している。フラッグシップ・タイトルのNWAセントラル・ステーツ・ヘビー級王座にも、同年11月28日にトーナメントの決勝でキラー・カール・コックスを下して戴冠。以降1973年にかけて、ロジャー・カービーやハーリー・レイスを破り、同王座を通算6回獲得した。
1974年はカルガリーのスタンピード・レスリングにて、フラッグシップ・タイトルの北米ヘビー級王座を巡りビッグ・ジョン・クインと抗争を展開。クインとのナンバーワン・コンテンダーマッチを征し、7月5日にはジャック・ブリスコのNWA世界ヘビー級王座に挑戦している。海外武者修行中だった国際プロレスのグレート・サキことデビル紫らをパートナーに、ニック・カーター&スウィート・ウィリアムのザ・キウイズが保持していたインターナショナル・タッグ王座にも再三挑戦した。
1974年下期からは、ジム・バーネット主宰のジョージア・チャンピオンシップ・レスリングに参戦。12月3日にロッキー・ジョンソンと組んでレイス&バディ・コルトからNWAメイコン・タッグ王座を奪取。翌1975年は空位となっていたNWAメイコン・ヘビー級王座をプロフェッサー・タナカと争い、ロニー・ガービンやアブドーラ・ザ・ブッチャーとも対戦した。
キャリア晩年は、古巣のテネシーにて同じインディアン・ギミックのチーフ・サンダークラウドと組み、1976年11月1日にデニス・コンドリー&フィル・ヒッカーソンからNWA南部タッグ王座を奪取。同王座への12年ぶりの戴冠を果たし、翌1977年1月3日にデビッド・シュルツ&ダッチ・マンテルに敗れるまで保持した。ザ・ファンクスが運営していたテキサス州アマリロ地区でもサンダークラウドとのタッグで活動し、リップ・ホーク&スウェード・ハンセンのブロンド・ボンバーズと抗争した。
1991年5月12日、居住地のジョージア州ジョーンズボロにて糖尿病の合併症により死去。65歳没。

## 得意技
- トマホーク・チョップ
- インディアン・デスロック

## 獲得タイトル
ガルフ・コースト・チャンピオンシップ・レスリング
- NWAルイジアナ・ヘビー級王座：1回[8]
- NWA USタッグ王座（ガルフ・コースト版）：1回（w / ボビー・フィールズ）[19]

セントラル・ステーツ・レスリング
- NWAセントラル・ステーツ・ヘビー級王座：6回[11]
- NWA北米タッグ王座（セントラル・ステーツ版）：6回（w / ルーク・ブラウン、スタン・プラスキー、ザ・バイキング、ルーファス・R・ジョーンズ、オマール・アトラス、ザ・ストンパー）[10]
- NWA世界タッグ王座（セントラル・ステーツ版）：1回（w / ジェリー・オーツ）[20]

ジョージア・チャンピオンシップ・レスリング
- NWAメイコン・タッグ王座：1回（w / ロッキー・ジョンソン）[15]

NWAミッドアメリカ
- NWA南部タッグ王座（ミッドアメリカ版）：2回（w / マック・ヨーク、チーフ・サンダークラウド）[5]
- NWAテネシー・タッグ王座：1回（w / チーフ・サンダークラウド）[21]

スタンピード・レスリング
- スタンピード北米ヘビー級王座：1回[12]